# Territoris del Nord-oest
Els Territoris del Nord-oest (anglès North-West Territories, francès les Territoires du Nord-Ouest) són un territori del Canadà sense estatut de província que es troben al nord del país. Té frontera amb els altres dos territoris del país, Yukon, a l'oest, i Nunavut, a l'est, i amb tres províncies: Colúmbia Britànica, al sud-oest, i Alberta i Saskatchewan, al sud. La seva superfície és d'1.346.106 km² i una població de tan sols 41.462 habitants segons el Cens del 2011. La seva capital, des de 1967, i ciutat més poblada és Yellowknife.
Els Territoris del Nord-oest són una part de l'antic Territori del Nord-oest, que va passar a formar part de la Confederació Canadenca el 15 de juliol de 1870, però les fronteres actuals es van formar l'1 abril de 1999, quan el territori es va dividir per crear Nunavut, a través de la Nunavut Act i la Nunavut Land Claims Agreement. Mentre Nunavut es troba recobert majoritàriament per tundra àrtica, els Territoris del Nord-oest tenen un clima lleugerament més càlid i en ells hi predomina el bosc boreal (taigà), tot i que hi ha porcions del territori que es troben al nord del límit arbori, majoritàriament formant part de l'arxipèlag àrtic canadenc.

## Etimologia
El nom és descriptiu i fou adoptat pel govern britànic durant l'època colonial per indicar on estava en relació amb la Terra de Rupert a partir del nom originari Territori del Nord-oest. En inuktitut, els Territoris del Nord-oest es coneixen com a ᓄᓇᑦᓯᐊᖅ (Nunatsiaq), "bella terra."
En escindir-se Nunavut dels Territoris del Nord-oest el 1999 hi va haver certa discussió al voltant de si caldria canviar el nom, adoptant un nom procedent d'una llengua aborigen. Una de les propostes va ser "Denendeh", una paraula de les llengües atapascanes que significa "la nostra terra", com va propugnar l'exprimer ministre Stephen Kakfwi, entre d'altres. Una de les propostes més populars per al nou nom fou anomenar el territori "Bob". Va començar com una broma, però en poc temps es va situar en les preferides en les enquestes. Finalment les enquestes van mostrar un fort suport a mantenir el nom de "Territoris del Nord-oest".

## Geografia
Situats al nord del Canadà, el territori limita amb els altres dos territoris del Canadà, el Yukon, a l'oest, i Nunavut, a l'est, i amb les províncies de la Colúmbia Britànica, al sud-oest, Alberta i Saskatchewan, al sud i Manitoba, a l'extrem oriental. La seva superfície total és d'1.346.106 km², dels quals 1.183.085 km² són de terra i 163.021 km² (12,1%) de masses d'aigua.
En la seva vasta extensió s'hi troben el Gran Llac dels Ossos i el Gran Llac de l'Esclau, el cos d'aigua més profund d'Amèrica del Nord amb 614 m, així com l'immens riu Mackenzie i els congosts de la Reserva del Parc Nacional de Nahanni, un parc qualificat d'Àrea Natural Protegida del Canadà i declarat Patrimoni de la Humanitat per la Unesco. Una part de les illes de l'arxipèlag Àrtic Canadenc en formen part, entre les quals l'illa de Banks, l'illa Borden, l'illa del Príncep Patrick i parts de les illes Victòria i Melville. El punt més elevat és el mont Nirvana, situat prop de la frontera amb el Yukon, amb una elevació de 2.773 metres.

### Clima

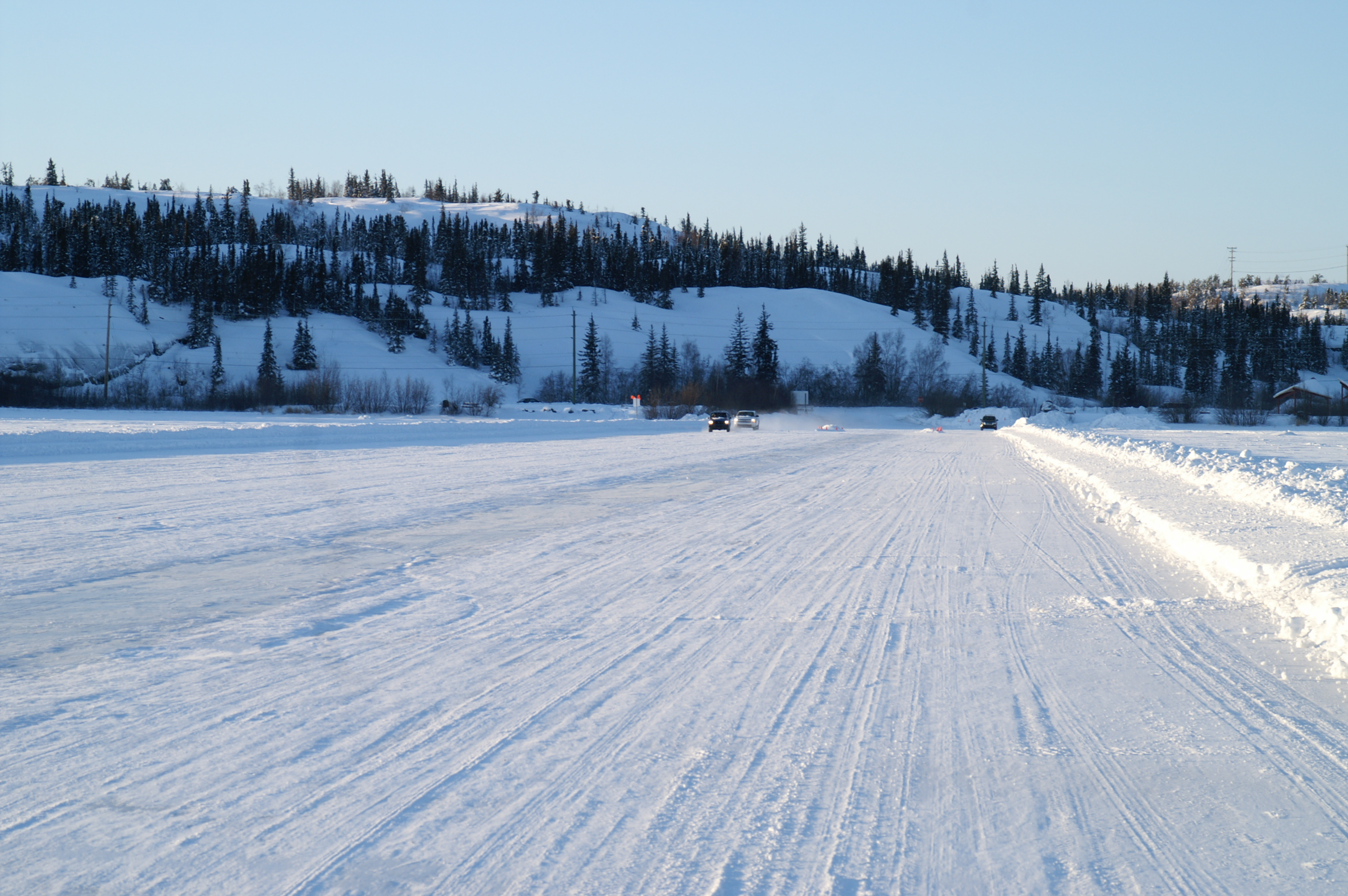
Carretera de gel al Gran Llac de l'Esclau, 2009.

Tot i els més d'1.300.000 km² dels Territoris del Nord-oest no hi ha una gran varietat climàtica, ja que principalment són dos els climes que hi ha. La part sud del territori, la major part de la part continental, té un clima subàrtic, mentre les illes i la costa nord tenen un clima polar.
Els estius al sud són curts però relativament càlids, amb temperatures mitjanes de 20 °C durant el dia i 10 °C durant la nit. Els hiverns són llargs i freds, amb màximes de -20 °C i mínimes de fins a -40 °C. Els estius al nord són curts i freds, amb temperatures màximes que amb prou feines superen els 10° i mínimes de pocs graus sobre zero. Els hiverns són llargs i durs. Les temperatures màximes diürnes voregen els -25 °C i les mínimes es troben al voltant de -40 °C, tot i que no és estrany que baixin fins als -50 °C.
Les tempestes són habituals al sud, mentre al nord són molt poc freqüents. Bona part dels Territoris tenen un clima bastant sec per la presència d'importants muntanyes que s'estenen a l'oest i fan de barrera orogràfica.
| Ciutat        | Juliol (°C) | Gener (°C) |
| ------------- | ----------- | ---------- |
| Fort Simpson  | 24/11       | −21/−30    |
| Yellowknife   | 21/12       | −23/−31    |
| Inuvik        | 20/9        | −23/−32    |
| Sachs Harbour | 10/3        | −26/−33    |

## Història

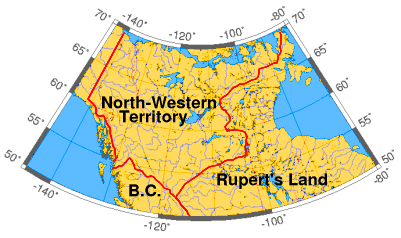
Territoris del Nord-oest el 1859

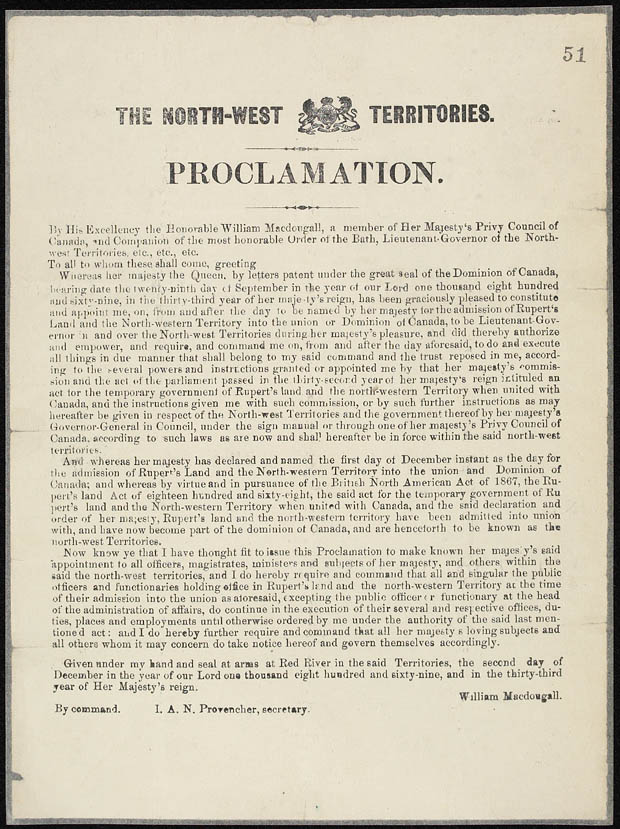
Proclamació relativa a l'admissió de la Terra de Rupert i els Territoris del Nord-oest al Canadà.

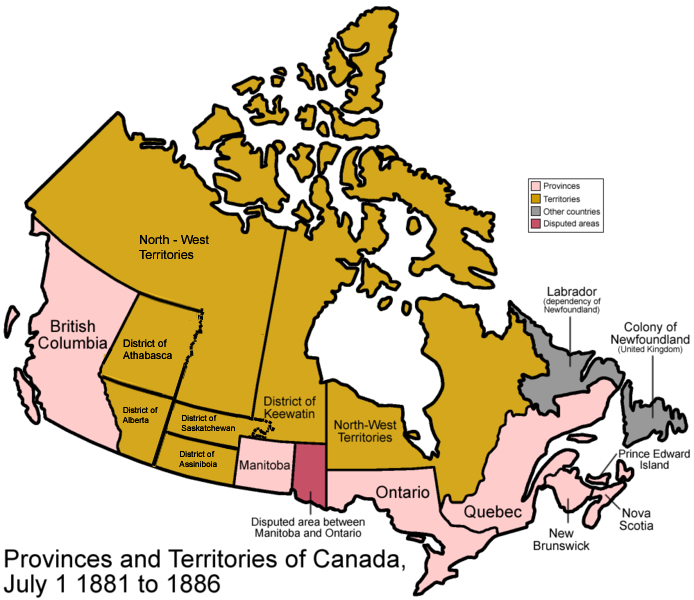
Mapa del Canadà de 1882.

El territori actual fou creat el juny de 1870 quan la Companyia de la Badia de Hudson transferí la Terra de Rupert i el Territori Nord-oest al govern del Canadà. Aquesta immensa regió comprenia tot el Canadà no confederat excepte la Colúmbia Britànica, la costa dels Grans Llacs, la vall del riu Sant Llorenç i el terç sud del Quebec, les Províncies marítimes del Canadà, Terranova i la costa de Labrador. No incloïa el territori britànic de les Illes Àrtiques excepte la meutat sud de l'illa de Baffin, que van restar sota domini britànic directe fins al 1880.
Després de la transferència, l'extensió dels Territoris anà disminuint gradualment. La província de Manitoba fou creada el 15 de juliol de 1870, sent primer un diminut quadrat al voltant de Winnipeg, que posteriorment s'amplià el 1881 a una regió rectangular que forma el sud de l'actual província. Quan la Colúmbia Britànica s'uní a la Confederació Canadenca, el 20 de juliol de 1871, ja li havia estat concedida, el 1866, la part del "Territori Nord-oest" al sud dels 60 graus nord i oest i dels 120 graus oest, una àrea que comprenia la major part del Territori Stikine. El 1882 Regina, aleshores al districte d'Assiniboia, passà a ser la capital territorial; després que Alberta i Saskatchewan es convertissin en províncies, el 1905, Regina passà a ser la capital de la nova província de Saskatchewan.
El 1876 el Districte de Keewatin, al centre del territori, se separà d'aquest. El 1882, i novament el 1896, la part restant fou dividida en els següents districtes (entre parèntesis s'indica la seva correspondència amb les àrees actuals):
- Alberta (sud d'Alberta, sense Medicine Hat);
- Assiniboia (sud de Saskatchewan, més Medicine Hat);
- Athabasca (nord d'Alberta i Saskatchewan);
- Franklin (illes àrtiques més península de Boothia i Melville);
- Mackenzie (part continental dels Territoris del Nord-oest i oest de Nunavut);
- Saskatchewan (centre de Saskatchewan);
- Ungava (actual Nord-du-Québec i interior de Labrador, així com la costa de la badia de Hudson);
- Yukon (actual Yukon).

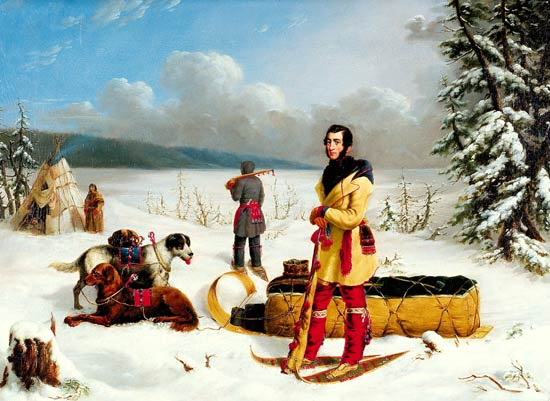
Capità John Henry Lefroy, hivern de 1843 a 1844

El districte de Keewatin tornà als Territoris del Nord-oest el 1905. Mentrestant, Ontario fou ampliat cap al nord-oest el 1882. El Quebec també fou ampliat el 1898 i el Yukón passà a ser un territori separat el mateix any per fer front a la febre de l'or de Klondike, i alliberar el govern dels Territoris del Nord-oest d'administrar el sobtat creixement demogràfic, l'activitat econòmica i l'afluència dels no canadencs.
Les províncies d'Alberta i Saskatchewan foren creades el 1905 i Manitoba, Ontario i Quebec adquiriren dels Territoris del Nord-oest la darrera part dels seus actuals territoris el 1912, quedant-se sols amb els districtes de Mackenzie, Franklin (que absorbí els romanents d'Ungava el 1920) i Keewatin. El 1925 les fronteres dels Territoris del Nord-oest s'estengueren pel pol Nord, ampliant enormement el seu territori cap al nord.
Els reduïts Territoris del Nord-oest no van estar representants a la Cambra dels Comuns del Canadà des del 1907 fins al 1947, quan el districte electoral Yukon—Mackenzie River fou creat. Aquesta dependència sols incloïa el Districte de Mackenzie. El reste dels Territoris del Nord-oest no tingué cap representació en la Cambra dels Comuns fins al 1962, quan el districte electoral dels Territoris del Nord-oest fou creat en reconeixement dels esquimals, que havien obtingut el dret a vot el 1953.
El 1912 el Parlament del Canadà reanomenà el Territori i passà a anomenar-los Territoris del Nord-oest, eliminant la forma escrita amb guionet (North-Western Territory). Entre 1925 i 1999 els Territoris del Nord-oest tingueren una extensió de 3.439.296 kilòmetres quadrats. Finalment l'1 d'abril de 1999, tres cinquenes parts de l'est dels Territoris, inclòs tot el Districte de Keewatin i la major parts dels de Mackenzie i Franklin, passaren a ser un nou territori anomenat Nunavut.

## Demografia
Els Territoris del Nord-oest són una de les dues jurisdiccions del Canadà - l'altre és Nunavut - on els pobles aborígens constitueixen la majoria, amb el 50,3% de la població.
D'acord amb el cens del Canadà del 2006 els 10 grups ètics principals dels Territoris del Nord-oest eren:
- Indis d'Amèrica del Nord – 36,5%
- Anglesos – 17,2%
- Canadencs – 14,7%
- Escocesos – 14,3%
- Irlandesos – 11,8%
- Inuit (Inuvialuit) – 11,1%
- Francesos – 10,5%
- Alemanys – 8,5%
- Métis – 6,9%
- Ucraïnesos – 3,5%

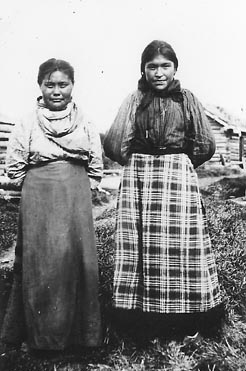
Dones slave, al riu Mackenzie, 1899

Població als Territoris del Nord-oest des de 1871
| Any   | Població | 5 anys % canvi | 10 anys % canvi | Posició entre províncies i territoris |
| ----- | -------- | -------------- | --------------- | ------------------------------------- |
| 1871  | 48.000   | n/a            | n/a             | 6                                     |
| 1881  | 56.446   | n/a            | 17,6            | 7                                     |
| 1891  | 98.967   | n/a            | 75,3            | 7                                     |
| 19011 | 20.129   | n/a            | -79,7           | 11                                    |
| 19112 | 6.507    | n/a            | -67,7           | 11                                    |
| 1921  | 8.143    | n/a            | 25,1            | 10                                    |
| 1931  | 9.316    | n/a            | 14,4            | 10                                    |
| 1941  | 12.028   | n/a            | 29,1            | 10                                    |
| 1951  | 16.004   | n/a            | 33,1            | 11                                    |
| 1956  | 19.313   | 20,7           | n/a             | 11                                    |
| 1961  | 22.998   | 19,1           | 43,7            | 11                                    |
| 1966  | 28.738   | 25,0           | 48,8            | 11                                    |
| 1971  | 34.805   | 21,1           | 51,3            | 11                                    |
| 1976  | 42.610   | 22,4           | 48,3            | 11                                    |
| 1981  | 45.740   | 7,3            | 31,4            | 11                                    |
| 1986  | 52.235   | 14,2           | 22,6            | 11                                    |
| 1991  | 57.649   | 10,3           | 26,0            | 11                                    |
| 1996  | 64.402   | 11,7           | 23,2            | 11                                    |
| 2001  | 37.3603  | -42,0          | -35,2           | 11                                    |
| 2006  | 41.464   | 12,0           | -35,0           | 11                                    |
| 2011  | 41.462   | 0.0            | 11,0            | 11                                    |

1.^ El Territori del Yukon fou cedit dels Territoris del Nord-oest el 1898.
2.^ Alberta i Saskatchewan foren creats a partir de parts dels Territoris del Nord-oest el 1905.
3.^ Nunavut se separà dels Territoris del Nord-oest el 1999.

### Religió
L'Església amb major nombre de fidels és l'Església Catòlica Romana, amb un 46,7% de la població, seguida de l'Església Anglicana amb un 14,9% i l'Església Unida del Canadà, amb un 6%. Junt amb el Quebec, Nou Brunswick i l'Illa del Príncep Eduard són les úniques entitats erritorials del Canadà en què el catolicisme és majoritari.

### Idiomes
El francès fou declarat llengua oficial el 1877 pel govern territorial. Després d'un llarg i dur debat com a resultes d'un discurs d'investidura fet el 1888 pel tinent governador Joseph Royal els membres d'aleshores van decidir votar en més d'una ocasió la nul·litat d'aquest fet i fer l'anglès l'únic idioma oficial en l'Assemblea. Després d'algun conflicte amb Ottawa, el 19 de gener de 1892 l'Assemblea dels Territoris del Nord-oest van votar a favor que l'anglès fou l'únic idioma oficial al territori.
A principis de la dècada de 1980 el govern dels Territoris del Nord-oest tornà a ser pressionat pel govern federal per reintroduir el francès com a idioma oficial. Alguns membres indígenes abandonaren l'Assemblea com a protesta perquè no se'ls deixés emprar el seu propi idioma. Finalment, després d'analitzar el tema, es va decidir que el francès tronaria a ser un idioma oficial, així com nou altres idiomes que es parlen als Territoris.
La Llei d'Idiomes Oficials dels Territoris del Nord-oest reconeix onze idiomes oficials, més que qualsevol altra divisió política a Amèrica.
- Anglès
- Chipewyan
- Cree
- Francès
- Gwich’in
- Inuinnaqtun
- Inuktitut
- Inuvialuktun
- Slave del nord
- Slave del sud
- Tłįchǫ

Els residents als Territoris del Nord-oest tenen el dret a emprar qualsevol d'aquests idiomes en un tribunal territorial i en debats i procediments de la legislatura. Amb tot, les lleis són jurídicament vinculants sols en les seves versions en francès i anglès, i el govern sols publica les lleis i altres documents en altres llengües oficials del territori quan el legislador demana que es faci. A més, l'accés als serveis en qualsevol idioma es limita a les institucions i circumstàncies en què hi ha una demanda significativa d'aquest idioma o on és raonable esperar-lo donada la naturalesa dels serveis sol·licitats. En la pràctica això significa que els serveis en anglès són universalment disponibles, mentre no estan garantits en la resta d'idiomes, inclòs el francès, excepte als tribunals.

### Comunitats

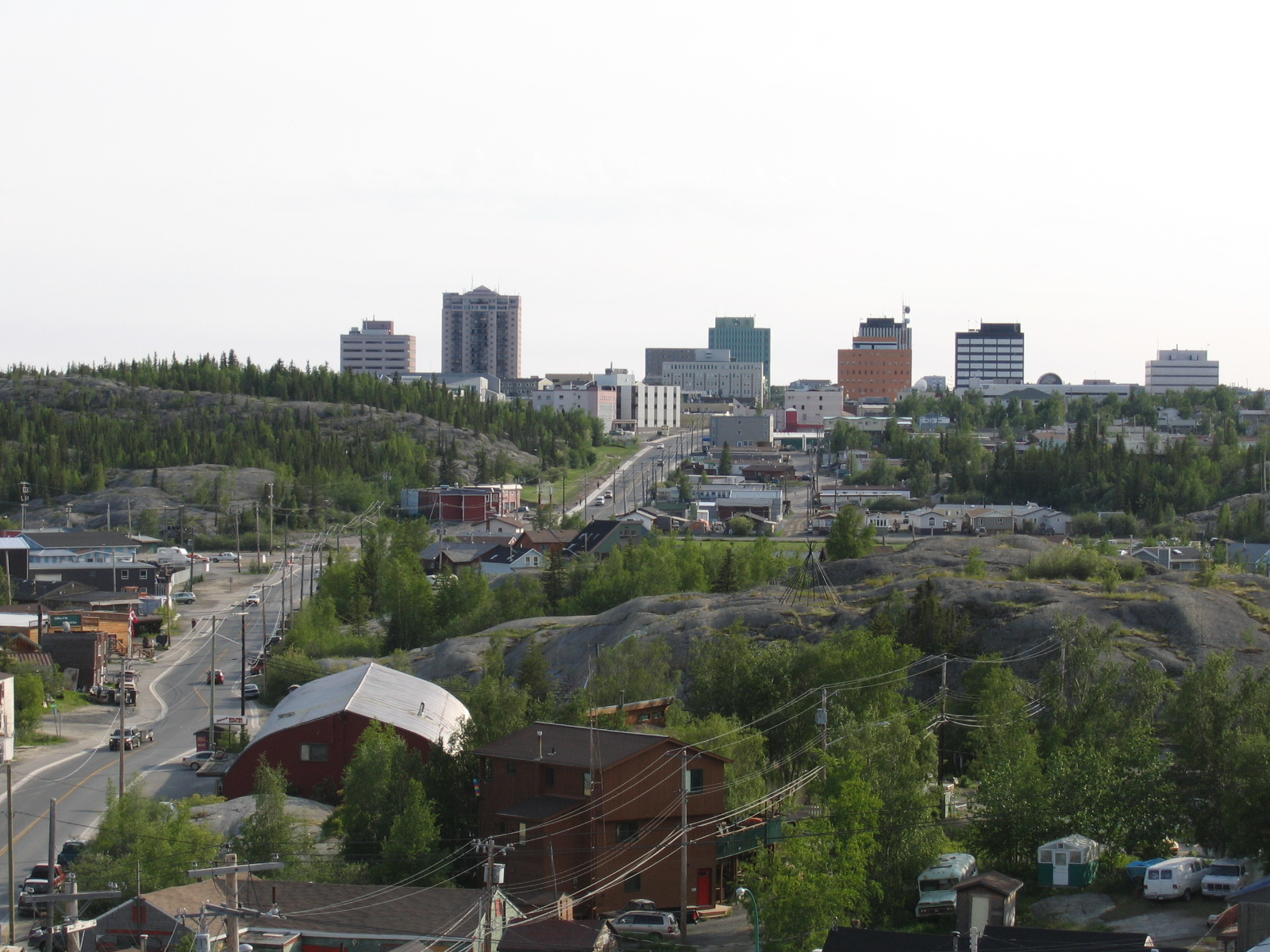
Vista del downtown de Yellowknife des dOld Town.

El 2014 hi havia 33 comunitats oficials als Territoris del Nord-oest, amb una població que oscil·lava entre els 19.234 habitants de Yellowknife i els 45 de Kakisa. El govern de cada comunitat és diferent, ja que en algun cas s'organitzen sota diferents tipus de control de les Primeres Nacions, mentre d'altres són designats com una ciutat, poble, llogaret o caseriu, però la majoria de les comunitats són les corporacions municipals. Yellowknife és la comunitat més gran i compta amb la major quantitat d'aborígens, 4.105 (22,2%) habitants. Amb tot, Behchoko, amb una població de 1.926 habitants, és la comunitat amb un major percentatge de Primeres Nacions, 1.730 (91,5%), i Inuvik, amb 3.463 habitants, és la comunitat amb un major percentatge d'inuvialuits, amb 1.335 (38,9%). Hi ha una reserva índia als Territoris del Nord-oest, Hay River Reserve, situat a la riba sud del riu Hay.
| Municipalitat | 2006   |
| ------------- | ------ |
| Yellowknife   | 19.234 |
| Hay River     | 3.606  |
| Inuvik        | 3.463  |
| Fort Smith    | 2.093  |
| Behchoko      | 1.926  |

## Economia

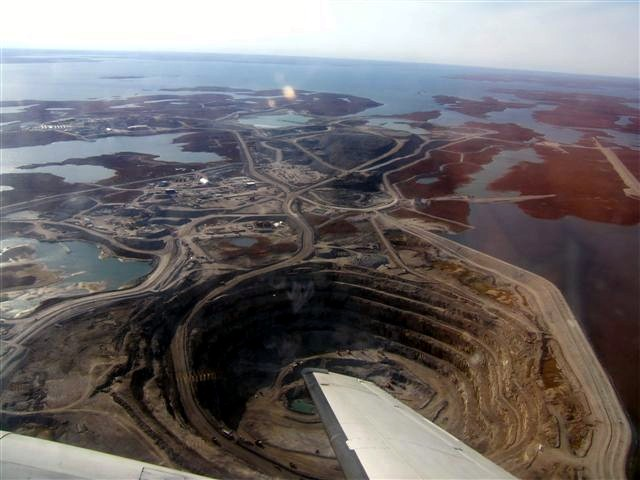
Mina de diamants Diavik, a la regió Slave del Nord.

Els Territoris del Nord-oest gaudeixen d'uns grans recursos geològics, que inclouen diamants, or, gas natural i petroli. BP és l'única empresa petroliera que explota petroli actualment als Territoris. Els diamants són venuts com una alternativa ètica als anomenats "diamants de sang". Dues de les més grans empreses mineres del món, BHP Billiton i Rio Tinto extreuen els seus diamants majoritàriament dels Territoris del Nord-oest. El 2010 van representar el 28,5% de la producció total de diamants de Rio Tinto (3,9 milions de quirats, un 17% més que el 2009, de la mina Diavik) i el 100% de BHP (3.050.000 de quirats de la mina Ekati).
La gran quantitat de recursos naturals i l'escassa població fan que els Territoris del Nord-oest tinguin el PIB per capita més alt de totes les províncies i territoris del Canadà, amb 76,000 C$.

## Govern
Com a territori, els Territoris del Nord-oest no tenen alguns dels drets de què disposen les províncies. Durant el seu mandat, el primer ministre Kakfwi pressionà per obtenir un acord del govern federal amb més drets pel territori, inclòs que els ingressos pels recursos naturals del territori revertissin en ell. La devolució de poders al territori fou una qüestió en les eleccions generals del 2003 i ho ha estat des que el territori començà a escollir membres el 1881.
El comissionat és el cap de l'executiu i és designat pel Governador en consell del Canadà a recomanació del Ministre federal d'Assumptes Indis i Desenvolupament del Nord. La posició solia ser més administrativa i governamental, però amb la major delegació de poders a l'Assemblea electa des de 1967, la seva posició s'ha tornat simbòlica. El Comissionat tenia plens poders governamentals fins al 1980, quan als territoris se'ls va donar més autogovern. Des de 1985 el comissionat ja no presideix les reunions del Consell Executiu (o gabinet) i el govern federal ha donat instruccions als comissionats per tal de comportar-se com un tinent governador provincial. A diferència dels tinents governadors, el comissionat dels Territoris del Nord-oest no és un representant formal de la Reina del Canadà.
A diferència dels governs provincials i del Yukon, el govern dels Territoris del Nord-oest no té partits polítics, excepte durant el període entre 1898 i 1905. És un govern de consens anomenat Assemblea Legislativa. Aquest grup està compost per un membre escollit per cada un dels dinou districtes electorals. Després de les eleccions generals, el nou parlament escull un primer ministre i portaveu per votació secreta. Set MLA (Member of Legislative Assembly, Membre de l'Assemblea Legislativa) són escollits com a ministres, i la resta forma l'oposició.